# Billabong (Unternehmen)

Altes Logo

Billabong ist eine 1973 gegründete australische Modemarke, die seit 2018 im Besitz des US-Sportmodeunternehmens Boardriders, Inc. ist. Sie verkauft weltweit Kleidung und Accessoires aus den Bereichen Surfen, Skaten und Snowboarden. 

## Geschichte

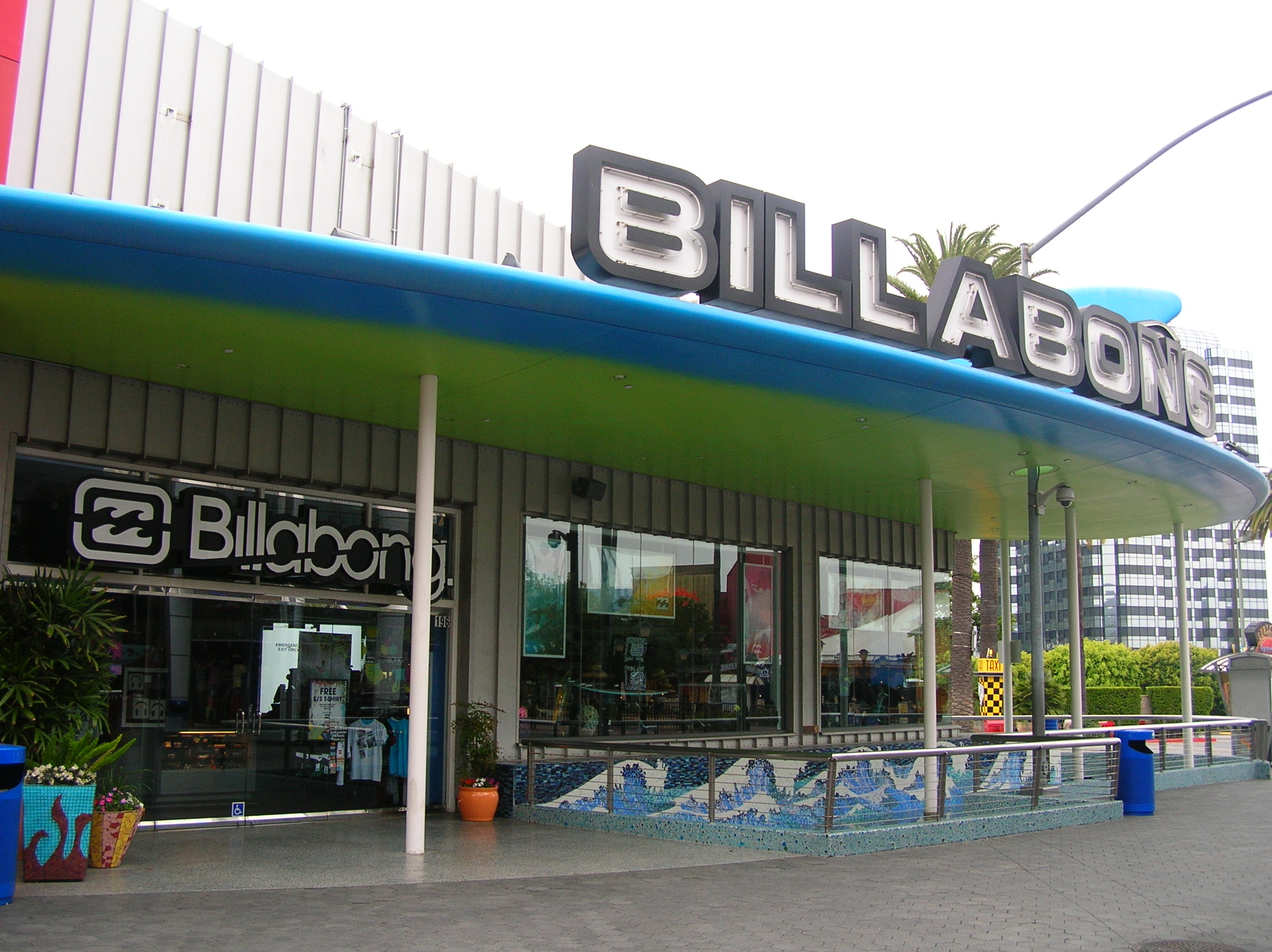
Billabong-Filiale in Hollywood, 2009

Billabong begann 1973 an der Gold Coast, als das Ehepaar Gordon und Rena Merchant knielange Shorts fürs Surfen nähte und sie an Geschäfte in der Umgebung verkaufte. 1974 nannten sie ihr Unternehmen Billabong und entwarfen das Wellen-Logo. 1975 öffnete die erste Fabrik, 1977 erreichte der jährliche Umsatz 100.000 AUD. 1981 stieg der Umsatz auf eine Million AUD. Billabongs Produkte wurden nach Japan und in die USA, insbesondere Hawaii, exportiert, später wurden Produktionslizenzen in diese Länder und Neuseeland vergeben. In den USA wurde Billabong durch das zusammen mit Bob Hurley gegründete Unternehmen Billy International mit Sitz in Costa Mesa vertrieben. 1988 vergab Billabong die erste Lizenz nach Europa. Gingen Marketing- und Distribution zunächst von Großbritannien aus, so übernahm Billabong 1992 selbst die Vermarktung in Europa und richtete den europäischen Hauptsitz im französischen Hossegor ein. 1989 und 1991 wurde Billabong auf dem südafrikanischen und indonesischen Markt eingeführt. In den 1990er Jahren stellte Billabong vermehrt Skateboard-Kleidung und -Accessoires her. Mit der Tochtergesellschaft Thin Air stieg Billabong außerdem in den Snowboard-Bereich ein. 1997 betrugen die Einnahmen von Billabong 47,4 Millionen AUD. Im darauffolgenden Jahr entstand eine weitere Produktionsstätte in Burleigh Heads.
1998 erneuerte Bob Hurley nicht die Produktions- und Vermarktungslizenz für Billabong in den USA. Daraufhin gründete Billabong mit Investorenkapital die Tochtergesellschaft Burleigh Point Ltd., die ihre Produkte unter dem Namen Billabong USA vermarktete. Einer der Investoren, Matthew Perrin, wurde CEO von Billabong, während Gordon Merchant Billabong USA leitete. In Vorbereitung auf den Börsengang übernahmen die Investoren auch Rena Merchants Billabong-Anteil von 49 %, nachdem die Ehe zwischenzeitlich geschieden worden war. 2002 verließ Perrin Billabong wieder; 2017 wurde er wegen Urkundebetrugs zu acht Jahren Gefängnis verurteilt, 2019 kam er auf Bewährung frei.

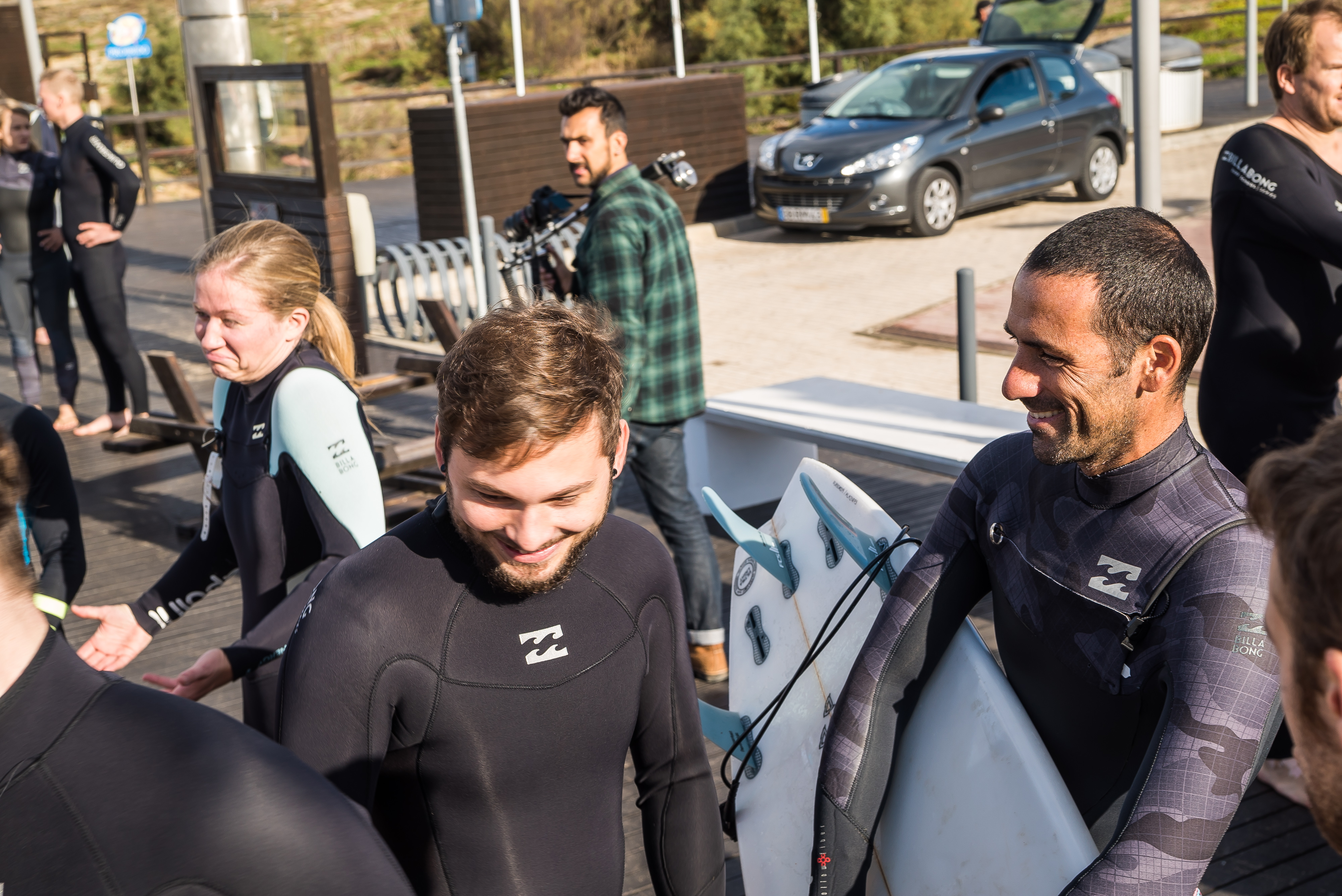
Wetsuits mit Billabong-Logo, 2016

Neuer CEO wurde Derek O’Neill. 1999 erweiterte Billabong sein Sortiment um Damenkleidung im Surf-, Skateboard- und Snowboard-Segment und sponserte im Zuge dessen Malia Jones und Layne Beachley. Im August 2000 ging Billabong an die australische Börse und nahm dadurch 295 Millionen AUD ein. Billabong wurde mittlerweile durch Lizenznehmer in 60 Ländern verkauft, zuletzt waren Israel und Venezuela dazugekommen. Nun übernahm Billabong einige Märkte wieder selbst, darunter Neuseeland und Japan. 2001 übernahm Billabong außerdem die Sportmodeunternehmen Von Zipper und Element. Es folgten Kustom und Palmers Surf (2004), Nixon Watches (2006), Xcel und Tigerlily (2007) und Dakine (2008–2013). Im Jahr 2006 betrug der Umsatz des Unternehmens rund 1,0 Mrd. AUD.

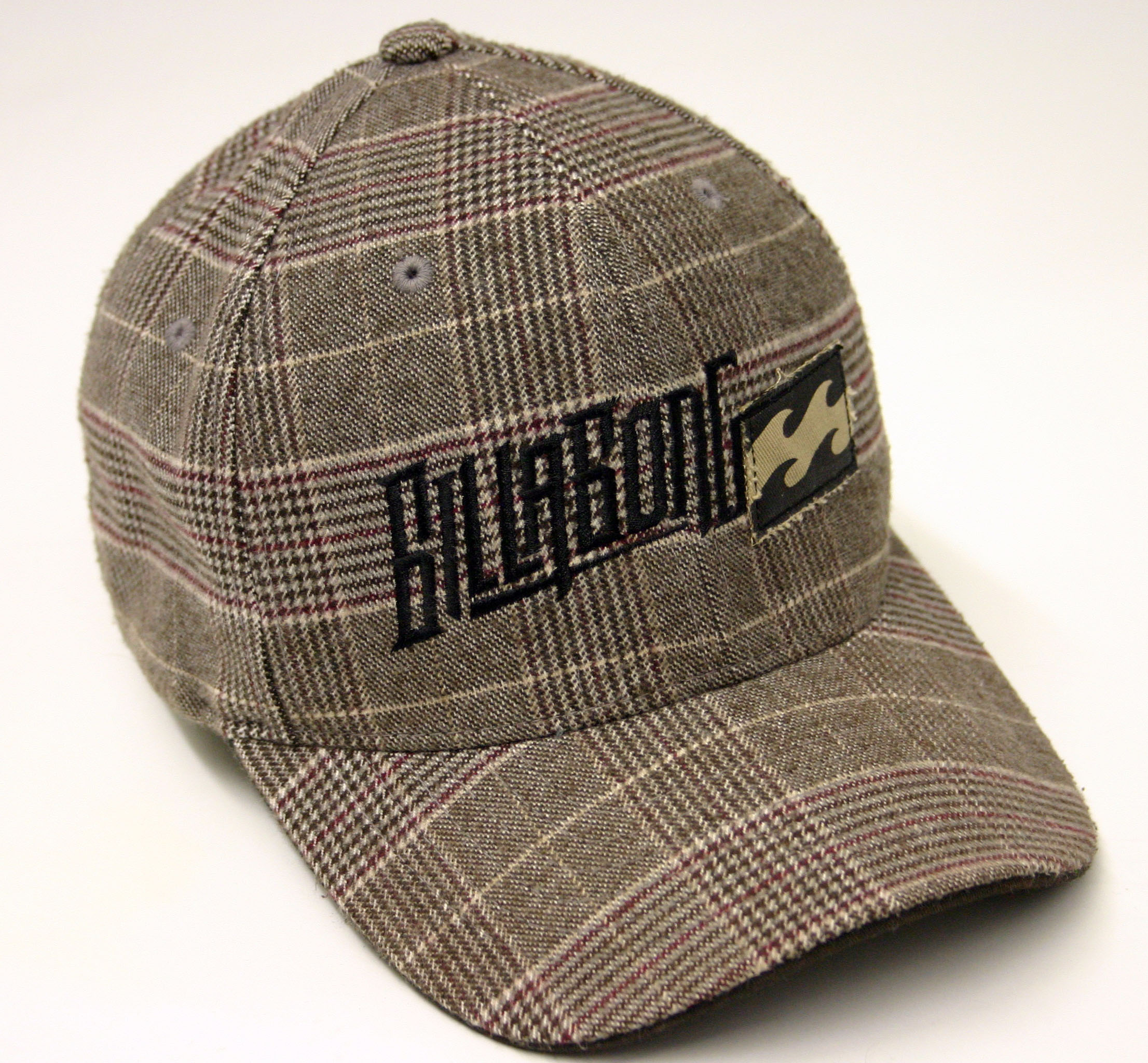
Baseballcap mit Billabong-Logo, 2008

Ende 2011 geriet Billabong in finanzielle Schwierigkeiten. In der Folge schloss Billabong über 150 Geschäfte, strich 400 Arbeitsstellen und verkaufte Anteile an seinen Marken. Im Februar 2012 besaß Billabong weltweit 677 Ladengeschäfte. Im Mai 2012 löste Launa Inman Derek O’Neill als CEO von Billabong ab, verließ aber nur ein Jahr später selbst Billabong. Als ihr Nachfolger wurde Scott Olivet angekündigt, der den Posten jedoch nie antrat. Stattdessen kam im September 2013 Neil Fiske als neuer CEO.
2014 erzielte das Unternehmen einen Umsatz von rund 1,12 Milliarden AUD, der EBITDA betrug rund 52,5 Millionen. 2015 beschäftigte das Unternehmen rund 5.000 Mitarbeiterinnen und Mitarbeiter.
Verschiedene Private-Equity-Unternehmen übernahmen seit 2013 zunehmend Anteile an Billabong. 2014 hielten Centerbridge Partners und Oaktree Capital Management insgesamt 40,8 % der Anteile an Billabong.
2018 fusionierte Billabong mit Quiksilver in dessen Mutterkonzern Boardriders und wurde von der Börse genommen. Neil Fiske verließ daraufhin das Unternehmen und ging zu GAP. Die Marke Billabong wird heute innerhalb von Boardriders von Mark Weber und Katie Singer geführt.